# Poliaspis syringae
Poliaspis syringae är en insektsart som beskrevs av Robert Malcolm Laing 1929. Poliaspis syringae ingår i släktet Poliaspis och familjen pansarsköldlöss. Inga underarter finns listade i Catalogue of Life.